# Università Purdue
L'Università Purdue (Purdue University) è un'università degli Stati Uniti, situata a West Lafayette, nello stato dell'Indiana. Fondata nel 1869 all'inizio della presidenza di Ulysses S. Grant, prende nome da John Purdue, che ha donato la terra e il denaro per la sua costituzione; iniziò l'attività accademica nel 1874, con 39 studenti e 6 professori, e l'insegnamento era dedicato alle attività meccaniche e agricole.
Nell'anno accademico 2009-2010 erano iscritti 39.697 studenti, e nel 2008 era la quinta università pubblica degli Stati Uniti per numero di studenti stranieri. La Purdue University offre programmi per matricole (undergraduate students) e studenti in possesso di una laurea di primo o secondo livello (graduate students) in oltre 200 grandi aree di studio. Tra queste vi sono il Purdue University College of Engineering, la Krannert School of Management e la Purdue School of Pharmacy; questi offrono un numero elevato di corsi di laurea, che risultano costantemente classificati tra i dieci migliori negli Stati Uniti d'America.
L'università ha istituito il primo corso universitario di scuola di volo, il primo corso di laurea in aviazione e ha costruito il primo aeroporto universitario (Purdue University Airport). Ventitré astronauti americani si sono laureati a Purdue ( Archiviato il 24 marzo 2016 in Internet Archive.), tra i quali Neil Armstrong ed Eugene Cernan, rispettivamente il primo e l'ultimo uomo a camminare sulla Luna. Per tale motivo la Purdue University è soprannominata Cradle of Astronauts, ovvero "culla di astronauti".
Negli ultimi anni Purdue ha investito una significativa porzione del proprio patrimonio in varie attività di ricerca, in particolare nei campi scientifici emergenti legati alle bioscienze e all'ingegneria. Ha fondato il Discovery Park, un polo interdisciplinare di ricerca, con un investimento di 350 milioni di dollari: questo comprende 1000 facoltà affiliate, 10 edifici e aree di ricerca che spaziano dall'imprenditoria alle nanotecnologie.